# 德尼斯特里克
49°17′9″N 22°50′56″E / 49.28583°N 22.84889°E
德尼斯特里克（烏克蘭語：Дністрик），是烏克蘭西部的村莊，隸屬利維夫州的桑比爾區。該村面積0.75平方公里，海拔高度470米，2001年人口311，人口密度每平方公里417.45人。